# Дмитриј Герасименко
Дмитриј Герасименко (рус. Дмитрий Герасименко; Трекхгорни, 1. октобар 1987) је српски џудиста и самбо такмичар руског порекла. Такмичи се у категорији до 90 килограма. Од 2011. године наступа за Србију за коју је освојио неколико медаља на Светским куповима. Члан је џудо клуба Црвена звезда. На Европском првенству 2012. године у џудоу освојио је 5. место након чега се и директно квалификовао за Олимпијске игре у Лондону где је представљао Србију као једини џудиста.